# Aidar Kaschajew
Aidar Kaschajew (kirgisisch Аидар Кашаев; * 22. Dezember 2003) ist ein kirgisischer Eishockeyspieler, der bei Ala-Too Dordoi in der kirgisischen Eishockeyliga spielt.

## Karriere
Aidar Kaschajew begann seine Karriere bei Ala-Too Dordoi aus der Stadt Naryn in der kirgisischen Eishockeyliga, für den er bis heute spielt. 2020 wurde er mit Dordoi Kirgisischer Meister.

### International
Im Juniorenbereich spielte Kaschajew erstmals beim IIHF U20 Challenge Cup of Asia 2019, wo er mit seinem Team die Silbermedaille gewann, für Kirgisistan. Zudem nahm er 2022 und 2023 an der U20-Weltmeisterschaft der Division III teil.
Für die kirgisische Herren-Auswahl nahm Kaschajew erstmals an der Weltmeisterschaft der Division III 2023, als durch den Sieg beim Turnier der Gruppe B in Sarajevo der Aufstieg in die A-Gruppe der Division gelang, teil.

## Erfolge und Auszeichnungen
- 2020 Kirgisischer Meister mit Ala-Too Dordoi
- 2019 Silbermedaille beim IIHF U20 Challenge Cup of Asia
- 2023 Aufstieg in die Division III, Gruppe A, bei der Weltmeisterschaft der Division III, Gruppe B